# Bohuslav Franta
Bohuslav Franta (8. května 1861 Poděbrady – 24. dubna 1929 Praha), byl český a československý politik, člen Národní strany svobodomyslné (mladočeši) a poslanec Revolučního národního shromáždění za Českou státoprávní demokracii, respektive za z ní vzniklou Československou národní demokracii. Později byl senátorem Národního shromáždění ČSR.

## Biografie
Vystudoval práva. Nastoupil jako úředník zemského výboru. Zaměřoval se na otázky okresních samospráv a stavebních záležitostí. V zemském výboru se seznámil s mladočeským politikem Václavem Škardou. Byl činný ve spolkovém životě, podporoval české menšiny v pohraničí (později byl místopředsedou Národní jednoty severočeské a členem výboru Ústřední matice školské).
Politicky aktivní byl již za Rakouska-Uherska. Ve volbách do Říšské rady roku 1911 se stal poslancem Říšské rady (celostátní parlament), kam byl zvolen za okrsek Čechy 24. Usedl do poslanecké frakce Český klub. Ve vídeňském parlamentu setrval do zániku monarchie. Na Říšské radě prosadil zákon nazývaný podle něj Lex Franta, jímž se nařizovalo zaznamenávání parlamentních projevů pronesených i v jiných jazycích než němčině. Prosazoval také zavedení aspoň pasivního volebního práva pro ženy.
Za první světové války se zapojil do odboje. Již v roce 1914, ještě před odjezdem T.G. Masaryka do exilu, jako emisar domácí zpravodajské sítě Maffie jednal ve Švýcarsku. Když se v prvních letech války stal dosavadní hlavní tiskový orgán mladočeské strany Národní listy dočasně loajálním vůči vídeňské vládě, patřil Franta od roku 1917 do okruhu listu Národ, který se profiloval jako radikálně národovecký. V rámci mladočeské strany tvořil radikální křídlo (podobně jako například František Sís) odmítající aktivismus části mladočechů. Při obnovení zasedání Říšské rady v roce 1917 podal návrh, aby byli z vězení propuštěni čeští předáci Karel Kramář a Alois Rašín.
Od roku 1918 zasedal v československém Revolučním národním shromáždění. Byl tehdy profesí vrchní zemský rada. Po vzniku ČSR předsedal zemskému správnímu výboru.
V parlamentních volbách v roce 1920 získal senátorské křeslo v Národním shromáždění, kde setrval do roku 1925. Od roku 1924 byl místopředsedou senátu.
Po vzniku ČSR rovněž zastával funkci předsedy zemského výkonného výboru Československé národní demokracie v Čechách. Zemřel v roce 1929 v sanatoriu v Podolí v Praze.

## Dílo
- Parlamentní právo žen, 1916 Dostupné online